# Great Camanoe

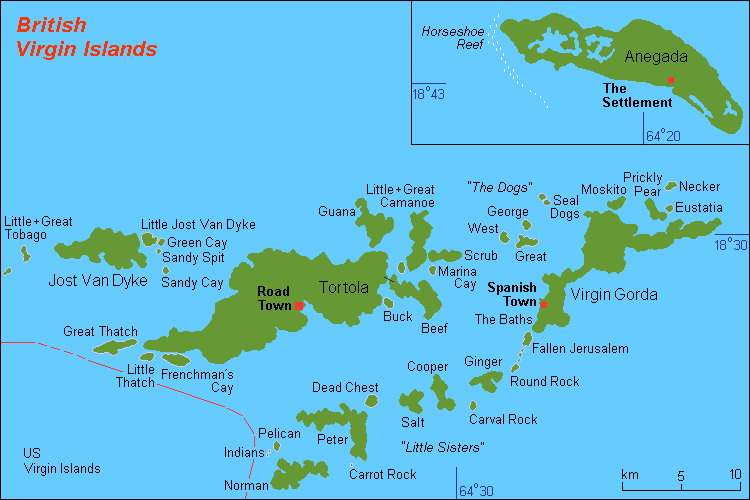
Brittiska Jungfruöarna

Great Camanoe (engelska Great Camanoe) är en ö i ögruppen Brittiska Jungfruöarna i Västindien som tillhör Storbritannien.

## Geografi
Great Camanoe ligger i Karibiska havet ca 3 km nordöst om huvudön Tortola och ca 1 km norr om Beef Island.
Ön är av vulkaniskt ursprung och har en areal om ca 3,2 km² med en längd på ca 4 km och ca 0,8 km bred. Utanför ön ligger korallevet Diamond Reef samt småöarna Marina Cay, Scrub Island och Little Camanoe som ligger bara ca 200 m från kusten. Den högsta höjden är på ca 213 m ö.h.
Ön saknar bofast befolkning men är ett semesterbostadsdistrikt delad i 2 områden kallad "Indigo Plantation" och "The Privateers".
Ön kan endast nås med fartyg, vikarna Cam Bay i öst och Lee Bay i väst är populära ankarplatser för fritidsbåtar. Cam Bay är numera en nationalpark.

## Historia
Great Camanoe upptäcktes 1493 av Christofer Columbus under sin andra resa till Nya världen.
Namnet härstammar från Pieter Adriensen, bror till Abraham Adriensen, förvaltare i det Nederländska Västindiska Kompaniet under 1600-talet. Pieters smeknamn var the commander och det nuvarande namnet är en förvanskning av detta.
1672 införlivades ön i den brittiska kolonin Antigua.
1773 blev ön tillsammans med övriga öar till det egna området Brittiska Jungfruöarna.
Idag är turism öns enda inkomstkälla då bostäderna går att hyra.